# Изворово (Хасковская область)
Изворово (болг. Изворово) — село в Болгарии. Находится в Хасковской области, входит в общину Харманли. Население составляет 304 человека.

## Политическая ситуация
В местном кметстве Изворово, в состав которого входит Изворово, должность кмета (старосты) исполняет Гочо Димитров Колев (коалиция в составе 2 партий: Болгарская социал-демократия (БСД), Болгарская социалистическая партия (БСП)) по результатам выборов.
Кмет (мэр) общины Харманли — Михаил Христов Лисков (коалиция трёх партий: Болгарская социалистическая партия, Болгарская социал-демократия, политический клуб «Фракия») по результатам выборов.